# Hermandad de la Sentencia (Málaga)
La Hermandad de la Sentencia, cuya denominación oficial es Muy Ilustre, Venerable y Fervorosa, Hermandad Sacramental y Cofradía de Nazarenos de nuestro Padre Jesús de la Sentencia, María Santísima del Rosario en sus Misterios Dolorosos y San Juan Evangelista, es una hermandad de Málaga, miembro de la Agrupación de Cofradías, que participa en la Semana Santa de la ciudad.

## Historia
Fundada en 1929 en la iglesia de la Aurora María, ingresó al año siguiente en la Agrupación de Cofradías de Semana Santa de Málaga. En 1931 sufrió pérdidas en la llamada quema de conventos y al año siguiente resurgió en parroquia de San Pablo, en el barrio de La Trinidad. Finalmente, en mayo de 1937 se reorganiza en la parroquia de Santiago, en el centro histórico, donde tiene su sede canónica. Allí ocupa la tercera capilla de la nave de la Epístola. 
Al año siguiente se incorporó la advocación de María Santísima del Rosario en sus Misterios Dolorosos, y volvió a salir en procesión en 1939 tras la guerra civil. Su Casa-Hermandad se ubica en la calle Frailes desde 1996.
Debido a las restauraciones emprendidas en la iglesia de Santiago, los titulares de la Hermandad fueron trasladados temporalmente a la parroquia de San Juan Bautista el 13 de diciembre de 2015, donde encontraron albergue en la capilla del Baptisterio.

## Iconografía e imágenes
Jesús es representado en el momento en que es condenado a muerte por Pilatos; la Virgen cumple los cánones de una dolorosa bajo palio.
La imagen original del Cristo fue realizada por José Rius en 1930 pero se perdió al año siguiente en la llamada quema de conventos. En 1932, una vez que la cofradía resurgió en la parroquia de san Pablo, encargaron Rius una nueva imagen que no fue del agrado de los hermanos, por lo que encargaron a José Gabriel Martín Simón que la reformara, cosa que hizo en 1935 dándole la fisonomía actual a su rostro. Fue convertido en imagen de vestir por Pedro Pérez Hidalgo en 1961 y restaurado en 2008 por Juan Manuel Miñarro. 
La imagen de la Virgen del Rosario en sus Misterios Dolorosos es obra del círculo de los escultores malagueños Gutiérrez de León, probablemente de Salvador, del siglo XIX. Fue donada en 1938 por una distinguida dama malagueña, Emilia Villegas, viuda, de Romero de la Bandera, y a ha sufrido diversas restauraciones. El malagueño Antonio Nadales fue el encargado de adaptar la imagen a los cánones pasionistas una vez que pasó a propiedad de la Hermandad; durante la intervención de José García Rodríguez, entre otros trabajos, se sustituyeron los ojos originales, que habían sido pintados en el siglo XIX sobre cáscara de huevo, por uno de cristal; en 2004 la restauró Antonio Dubé de Luque.

## Tronos
Los tronos son obra de Pérez Hidalgo (Málaga, 1958) el del Cristo, y de Talleres Villarreal (Sevilla, 1965) bajo diseño de Juan Casielles del Nido el de la Virgen.

## Sede Canónica
|                                           |
| Convento de la Aurora María (1929 - 1932) |

|                                     |
| Iglesia de San Pablo (1932 - 1937). |

|                                                             |
| Iglesia de Santiago Apóstol (1937 - 2015; 2016 - presente). |

|                                               |
| Parroquia de San Juan Bautista (2015 - 2016). |

## Marchas dedicadas
Banda de Música:
- Sentencia, Perfecto Artola Prats (1989)
- Virgen del Rosario, Perfecto Artola Prats (1989)
- Nazareno de la Sentencia, Ginés Sánchez Torres (1991)
- A la Virgen del Rosario, Gabriel Robles Ojeda (1999)
- 75 Aniversario de la Sentencia, José Aguilar Lima (2004)
- Rosario de Santiago, Francisco Ramallo (s/f)
- Misterios Dolorosos, Gabriel Robles Ojeda (2005)
- Perdón Señor, Gabriel Robles Ojeda (2005)
- Rosario, Gracia malacitana, Carlos Carvajal Lozano (2011)
- Reina del Santo Rosario, Sergio Bueno de la Peña (2013)
- Dulce Nombre del Rosario, Christian Palomino Olías (2016)
- Rosario, Madre Inmaculada, Jesús Joaquín Espinosa de los Monteros Pérez (2020)
- Rosario de Santiago, Manuel Marvizón Carvallo (2020)
- Rosario Doloroso, Cristóbal López Gándara (2020)

Agrupación musical:
- Un Rosario es mi Oración, Miguel Ángel Font Morgado (2013)

## Recorrido oficial
| Predecesor: El Rescate | Orden de entrada en el Recorrido Oficial (Martes Santo) 6º lugar | Sucesor: Mediadora (Miércoles Santo) |